# Johann Peter Münch von Münchenstein-Löwenburg
Johann Peter Münch von Münchenstein-Löwenburg (* 28. Mai 1663; † 22. Dezember 1732 in Pruntrut) war ein Schweizer Beamter.

## Leben
Johann Peter Münch von Münchenstein-Löwenburg entstammte dem Basler Rittergeschlecht der Münch und wurde als Sohn von Georg Friedrich Münch von Münchenstein-Löwenburg († 2. Juni 1672) und dessen Ehefrau Claranna Rosina (* 6. März 1621; † 29. Dezember 1665), einer Tochter des Johann Jakob von Pforr aus Munzingen, geboren.
Er stammte aus einer verschuldeten Adelsfamilie und trat in den Dienst des Fürstbischofs von Basel, um dem Ruin zu entgehen. 1698 wurde er beim Fürstbischof Wilhelm Jakob Rinck von Baldenstein Hofmeister und später Geheimrat und Landhofmeister. 1705 erfolgte seine Ernennung zum Vogt der Ajoie.
Er vertrat den Bischof von Basel, Johann Konrad von Reinach-Hirtzbach, bei den katholischen Kantonen und bei den Konferenzen von Nidau (1706) und Aarberg (1711), wegen der Beilegung des Glaubensstreits mit Bern in der Propstei Moutier-Grandva. Der Vertrag von Aarberg trennte die Propstei in zwei Konfessionsgebiete: Katholiken durften fortan nur noch im Nordteil der Propstei, Reformierte nur mehr im Südteil wohnen.
Johann Peter Münch von Münchenstein-Löwenburg war mit Maria Jacobea Katharina, Tochter des Johann Franz von Roggenbach (1628–1693), Vogt von Zwingen, verheiratet. Ihr Sohn Beat Anton Münch von Münchenstein genannt von Löwenburg (1694–1759) wurde Kleriker und war der letzte männliche Spross der Familie. Die Töchter waren:
- Maria Anna Franziska Münch von Münchenstein-Löwenburg (* 3. Juli 1689; † 1760), verheiratet mit Georg Sigmund von Rotberg (1685–1727);
- Maria Antonia Veronika Münch von Münchenstein-Löwenburg (* 1699; † 1731),[3] war mit Johann Christoph Rupert von Syrgenstein (1697–1766), Obervogt von Öhningen, Böllingen und Gaienhofen, Ritter-Rat des Ritterkantons Hegau-Allgäu-Bodensee, verheiratet.